# (474062) 2016 HU23
(474062) 2016 HU23 es un asteroide perteneciente al cinturón exterior de asteroides, descubierto el 20 de enero de 2015 por el equipo del Mount Lemmon Survey desde el Observatorio del Monte Lemmon, Arizona, Estados Unidos.

## Designación y nombre
Designado provisionalmente como 2016 HU23.

## Características orbitales
2016 HU23 está situado a una distancia media del Sol de 3,213 ua, pudiendo alejarse hasta 3,635 ua y acercarse hasta 2,791 ua. Su excentricidad es 0,131 y la inclinación orbital 7,062 grados. Emplea 2103 días en completar una órbita alrededor del Sol.

## Características físicas
La magnitud absoluta de 2016 HU23 es 16,255.